# Osmitopsis parvifolia
Osmitopsis parvifolia là một loài thực vật có hoa trong họ Cúc. Loài này được (DC.) Hofmeyr mô tả khoa học đầu tiên.